# Верещагин, Игорь Петрович
Игорь Петрович Верещагин (род. 25 октября 1931) — советский и российский учёный-энергетик, доктор технических наук, профессор; член Электротехнической Академии Российской Федерации.

## Биография
Родился 25 октября 1931 года.
В 1955 году с отличием окончил электро-энергетический факультет Московского энергетического института по специальности «Электрические станции, сети и системы». В 1960 году в МЭИ защитил диссертацию на соискание ученой степени кандидата технических наук «Некоторые методы расчета повышений напряжения в переходных режимах электропередач 400—500 кВ», а в 1975 году — докторскую диссертацию на тему «Методы расчета электрического поля и поведения частиц при униполярном коронном разряде».
В 1968—1988 годах — заместитель председателя и председатель научного совета ГКНТ «Технологические применения сильных электрических полей», член Совета директоров Международного общества по электрофильтрам, член рабочей группы по электростатике Европейского общества инженеров-химиков, более 25 лет был членом экспертного совета ВАК.
С 1979 года Игорь Петрович работал профессором на кафедре «Техника высоких напряжений», директор Центра подготовки и переподготовки «Электроэнергетика» Института электроэнергетики МЭИ. В настоящее время является заместителем заведующего кафедрой «Техники и электрофизики высоких напряжений».
Является автором более 350 работ, включая 39 авторских свидетельств и патентов. Состоит в редколлегиях журналов «Электричество» и «Новое в электроэнергетике».
- И. П. Верещагин. Сопротивление среды движению частиц в электрическом поле // Труды МЭИ, выпуск 20, 1968.
- И. П. Верещагин., В. А. Жуков, В. С. Морозов. Ориентация вытянутых частиц в электрическом поле // Электричество, № 5, 1975.
- И. П. Верещагин, В. С. Морозов, Пашин М. М. Зарядка проводящих частиц в поле коронного разряда // Электричество, № 1, 1975.
- Дымовые электрофильтры / под ред. В. И. Левитова // М.: Энергия, 1980.
- И. П. Верещагин, А. И. Ангелов, В. С. Ершов. Физические основы электрической сепарации / под ред. В. И. Ревкивцева // М.: Недра, 1983.
- И. П. Верещагин. Коронный разряд в аппаратах ЭИТ / М.: Энергоатомиздат, 1985.
- И. П. Верещагин, Л. Б. Котлярский, В. С. Морозов. Технология и оборудование для нанесения полимерных покрытий / М.: Энергоатомиздат, 1990.
- И. П. Верещагин, Ю. Г. Сергеев, Ю. С. Пинталь. Электрофизические основы техники высоких напряжений / под ред. И. П. Верещагина, В. Л. Ларионова // М.: Энергоатомиздат, 1993.
- И. П. Верещагин, В. И. Левитов, Г. З. Мирзабекян. Основы электрогазодинамики дисперсных систем / М.: Энергия, 1974.
- И. П. Верещагин, А. В. Семенов. Электрические поля в установках с коронным разрядом / М.: МЭИ, 1984.
- И. П. Верещагин, Л. М. Макальский, Г. З. Мирзабекян. Электричество атмосферы / М.: МЭИ, 1985.
- И. П. Верещагин, Л. М. Макальский, Г. З. Мирзабекян. Электрические методы регулирования характеристик облаков и туманов / М.: МЭИ, 1996.
- И. П. Верещагин, О. А. Аношин, А. А. Белогловский. Высоковольтные электротехнологии (учебное пособие) / М.: МЭИ, 2000.
- И. П. Верещагин, В. А. Соколовский. Условия для инактивации микро-организмов в униполярном коронном разряде / Электричество, № 2, 2007.

## Заслуги
- «Заслуженный деятель науки РФ», награжден почетным знаком «Изобретатель СССР» и почетным дипломом Международного общества по электрофильтрам.
- За вклад в подготовку и воспитание специалистов-энергетиков был удостоен в 2005 году премии МЭИ «Почет и признание».[4]